# 願徳寺 (東京都北区)
願徳寺（がんとくじ）は、東京都北区にある真宗大谷派の寺院。

## 歴史
1919年（大正8年）に開山された。新潟県中頸城郡諏訪村（現・新潟県上越市）の明岸寺の説教所として開設された。
1941年（昭和16年）に、新潟県にあった「願徳寺」の寺籍を移転することで、説教所から寺に昇格した。
当寺は、2016年（平成28年）よりおてらおやつクラブに参加している。これは供物として寺に寄進された食品類を貧困家庭に配る活動である。

## 所蔵仏像
以下の仏像を所蔵している。
- 阿弥陀如来立像（本尊） - 製作年代：江戸時代中期、品質構造：寄木造
- 阿弥陀如来立像 - 製作年代：平安時代後期、品質構造：一木造

## 交通アクセス
- 王子駅より徒歩10分。